# (35460) 1998 DU20
1998 DU20 (asteroide 35460) é um asteroide da cintura principal. Possui uma excentricidade de 0.24145310 e uma inclinação de 2.75239º.
Este asteroide foi descoberto no dia 26 de fevereiro de 1998 por Beijing Schmidt CCD Asteroid Program em Xinglong.